# Esteban II de Croacia
Esteban II (en croata: Stjepan II) fue el último miembro de la dinastía Trpimirović y también el último rey nativo de Croacia que gobernó todo el reino croata medieval. Su padre fue Gojslav II y era hermano menor de Pedro Krešimir IV de Croacia. Fue duque de Croacia en tiempos del reinado de su hermano, aproximadamente desde el 1066.

## Retiro
Debía suceder a Pedro Krešimir IV, pero fue preterido por el pueblo y el clero en 1075, que prefirieron otorgar el título real a Demetrio Zvonimir, que había sido ban de Eslavonia.
Esteban II tuvo que retirarse al monasterio de San Esteban Bajo de los Pinos (Sv. Stjepan pod borovima), en la península de Sustipan, cerca de Split. El retiro se justificó por razones de salud. El propio Esteban escribió en una carta de 1078:

Yo, Esteban, una vez brillante príncipe de los croatas, aquejado de una grave enfermedad, solicité a los honorables sacerdotes del reino croata que encontrasen un remedio para mis pecados. Seguí sus consejos y me dejé conducir al monasterio de San Esteban. Aquí se me privó de todos mis honores y [...] rogué al abad del monasterio que me mencionara en sus oraciones.

El rey Demetrio Zvonimir era miembro de un linaje menor de la Casa de Trpimirović: la Svetoslavić, formada por los descendientes de Svetoslav Suronja. Cuando murió en 1089, Estaban era anciano y tenía mala salud. Sin embargo, la aristocracia y el clero lo convencieron para que aceptase la corona.

## Reinado
Su reinado duró menos de dos años y fue relativamente ineficaz. Pasó la mayor parte de él en la tranquilidad del monasterio en el que había residido hasta entonces. La viuda de Zvonimir, la reina Helena conspiró para que la corona croata pasase a su hermano, el rey Ladislao I de Hungría.

Croacia y los territorios colindantes hacia 1089.

Esteban II murió pacíficamente en diciembre de 1090 —o quizá a principios de 1091—, sin dejar herederos. El reino se sumió poco después en la guerra y las disputas: la nobleza del sur eligió rey a Pedro Svačić en 1093, que chocó inmediatamente con las pretensiones del rey húngaro Ladislao. La guerra concluyó con la batalla de la montaña Gvozd de 1097, que determinó el establecimiento de la unión personal de Croacia y Hungría en 1102, cuando ya reinaba Coloman.